# سلین سونگ
سلین سونگ (انگلیسی: Celine Song؛ زادهٔ ۱۹۸۹ یا ۱۹۹۰) کارگردان، نمایشنامه‌نویس و فیلمنامه‌نویس کره‌ای-کانادایی ساکن ایالات متحده آمریکا است. از جمله نمایشنامه‌های او می‌توان به اندلینگز و مرغ دریایی در سیمز ۴ اشاره کرد. فیلم زندگی‌های گذشته نخستین تجربه کارگردانی فیلم او به‌شمار می‌آید.

## اوایل زندگی و تحصیلات
سونگ زادهٔ کره جنوبی است. پدر و مادرش که هر دو هنرمند بودند، خانواده را به مارکهام، انتاریو، کانادا منتقل کردند و در آن زمان سونگ ۱۲ ساله بود. پدرش سونگ نونگ هان، یک فیلم‌ساز است.
سونگ در سال ۲۰۱۴ مدرک نمایشنامه‌نویسی خود را از دانشگاه کلمبیا دریافت کرد.
او جایزه بهترین کارگردانی را برای فیلم زندگی‌های گذشته دریافت کرد.